# Silvia Wheeler
Silvia Vuelta Wheeler-Hill (Stuttgart, Alemania, 16 de mayo de 1970) es una actriz alemana, conocida en España por su papel de Frida Ludendorff en la serie Camera Café.

## Filmografía
| Series de televisión | Series de televisión     | Series de televisión     | Series de televisión          |
| Año                  | Título                   | Personaje                | Cadena                        |
| -------------------- | ------------------------ | ------------------------ | ----------------------------- |
| 2022                 | Camera café: la película |                          | Película                      |
| 2011                 | Homicidios               |                          | 1 episodio                    |
| 2011                 | La que se avecina        | Melissa                  | 1 episodio                    |
| 2009                 | Fibrilando               | La Dra. Frida Lüdendorff | 6 episodios, papel principal  |
| 2009                 | Camera Café              | Frida Lüdendorff         | 22 episodios, papel principal |
| 2004                 | Aquí no hay quien viva   | Asistente social         | 1 episodio                    |
| 2002-2008            | Cuéntame cómo pasó       | Sabine / Chica americana | 2 episodios                   |